# Margaux-Cantenac
Margaux-Cantenac is een gemeente in het Franse departement Gironde (regio Nouvelle-Aquitaine). De plaats maakt deel uit van het arrondissement Lesparre-Médoc. Margaux-Cantenac is op 1 januari 2017 ontstaan door de fusie van de gemeenten Cantenac en Margaux. De gemeente telde 2.844 inwoners op 1 januari 2022.

## Geografie
De oppervlakte van Margaux-Cantenac bedroeg op 1 januari 2022 21,62 vierkante kilometer; de bevolkingsdichtheid was toen 131,5 inwoners per km².

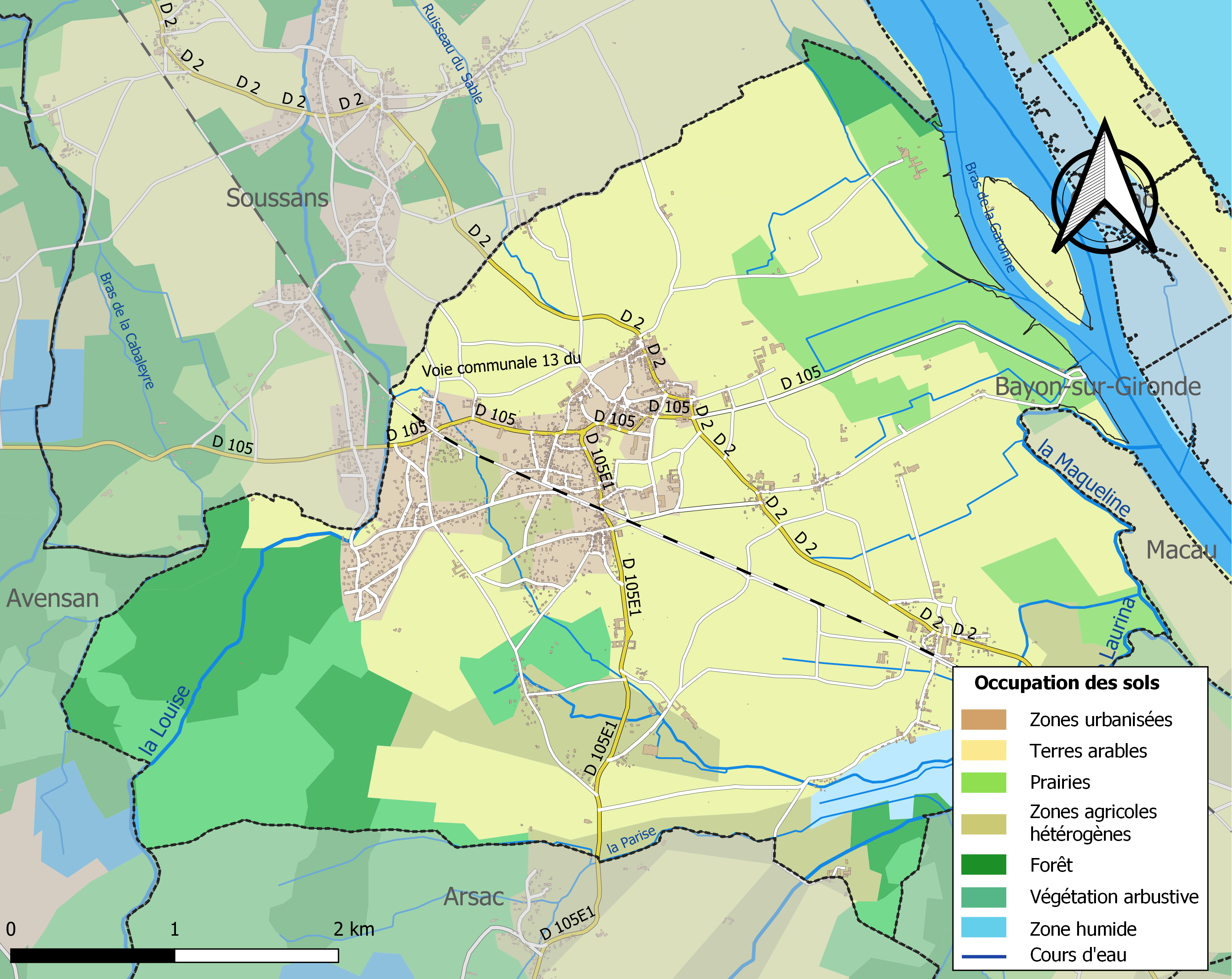
Kaart van de gemeente met belangrijkste infrastructuur, bodemgebruik en omliggende gemeenten

## Verkeer
In de gemeente ligt het spoorwegstation Margaux.